# Caudebronde
Caudebronde é uma comuna francesa na região administrativa de Occitânia, no departamento de Aude. Estende-se por uma área de 6,22 km². Em 2010 a comuna tinha 200 habitantes (densidade: 32,2 hab./km²).